# Kemoko Touré
Pour les articles homonymes, voir Touré.
Kémoko Touré, né le 24 février 1948 à Farmoriah préfecture de Forécariah en république de Guinée, est un ancien chef d'entreprise en Europe, puis en Guinée où il fut le premier Africain directeur général de la compagnie des bauxites de Guinée depuis sa création en 1963.

## Biographie

### Famille et formation
Kémoko Touré est né le 24 février 1948 à Farmoréah (aujourd'hui Farmoriah, préfecture de Forécariah) en république de Guinée. Il est marié et père de trois enfants.
Titulaire du baccalauréat en 1967, il poursuit ses études en France. Il est titulaire d'un diplôme d'ingénieur dans le traitement de la pollution de l'eau et de l'air en 1976, d'une licence de Droit à l'université Paris Ouest Nanterre La Défense en 1979, du diplôme de Commissaire aux Comptes en 1982, du diplôme d'expertise comptable en 1984 et d'un Master in Business Administration (MBA) au Centre de perfectionnement aux affaires en 1996.

### Carrière professionnelle
Kémoko Touré est responsable financier en Europe et aux États-Unis. Il est notamment directeur financier au sein du groupe Siemens au moment où cette société s'associe au groupe Thomson-CSF pour créer la coentreprise Airsys ATM (Thales) dans le domaine de la gestion du trafic aérien . Il en est nommé Directeur général adjoint et Directeur administratif et financier.
En 2001, Kémoko Touré est nommé Senior Vice Président & Chief Financial Officer chez Siemens Building Technologies - division spécialisée dans la gestion énergétique du bâtiment - chargé des USA et du Canada, comptant plus de 9 000 employés et 1,6 milliard de dollars de chiffre d'affaires à cette période.
En janvier 2010, il est appelé par le conseil d'administration de la Compagnie des bauxites de Guinée au poste de Directeur général, ce qui fait de lui le premier africain à occuper ce poste depuis sa création en 1963,. Il réorganise alors l'entreprise, freine la fraude estimée à plus de 20 millions de dollars par an et renforce la production de la société. En 2014, il atteint un record historique à la tête de l'entreprise avec une production de 15 239 218 tonnes de bauxite.
Kémoko Touré ne souhaite pas renouveler son mandat à la direction de l'entreprise. Il est pressenti pour être nommé Premier ministre de Guinée, mais il décline l'offre de service du président Alpha Condé, situation dans laquelle il s'était déjà trouvé en 2010,.
En 2016, il fonde le groupe Midamel-Consult dont il prend la présidence. Il donne des conférences en expliquant combien il est nécessaire de lutter contre la corruption : « La corruption c’est le pire des compagnons des pays en voie de développement ».

## Publications
Kémoko Touré a publié plusieurs ouvrages :
- L'Afrique, parlons-en !, éditions continentales, 2016  (ISBN 978-2-91736-210-5)[12].
- Mes années passées à la tête de la Compagnie des Bauxites de Guinée - CBG, 2018, éditions L'Harmattan, [présentation en ligne]  (ISBN 978-2-34316-357-4)
- En quête d'Excellence. Souvenirs de Guinée et d'ailleurs, 2018, éditions L'Harmattan  (ISBN 978-2-34316-357-4)
- Lettre d'un Africain indigné à ses petits-enfants, éditions L'Harmattan, 2019  (ISBN 978-2-34316-603-2)

## Pour approfondir